# Buckenhofer Forst

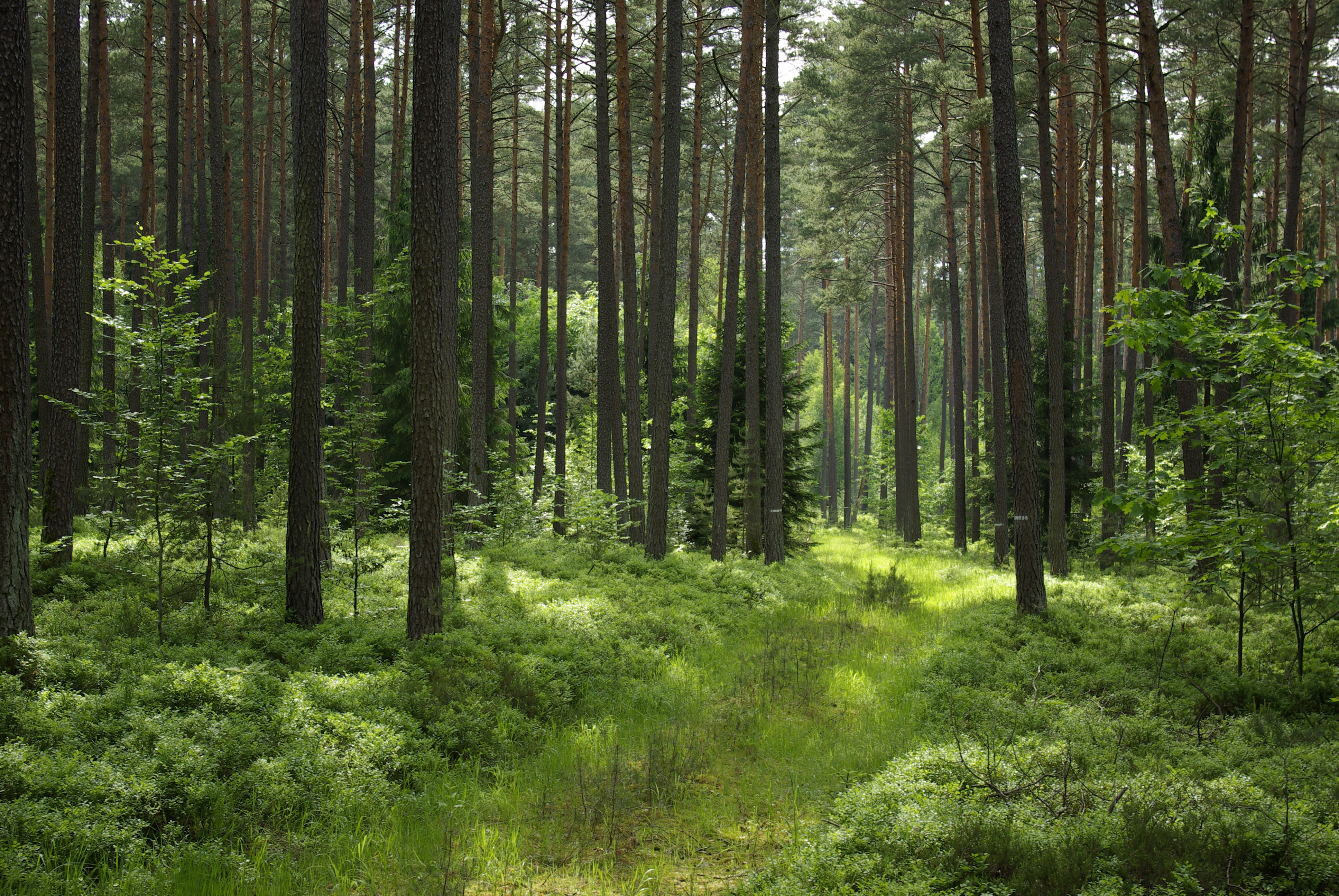
Das Zigeunereck im Buckenhofer Forst

Lage des Waldes Buckenhofer Forst im Landkreis Erlangen-Höchstadt

Der Buckenhofer Forst ist ein gemeindefreies Gebiet mit der Schlüsselnummer 09572452 im mittelfränkischen Landkreis Erlangen-Höchstadt. Sein Gebietsstand veränderte sich zwischen dem 1. Januar 2023 zum 1. Januar 2024 von 8,7896 km² auf 8,6343 km².
Das Waldgebiet bei Buckenhof liegt in der Gemarkung Buckenhofer Forst. Die Gemarkung umfasst das gleichnamige gemeindefreie Gebiet und eine etwa 0,1554 km² große vom gemeindefreien Gebiet umschlossene Exklave der Gemeinde Uttenreuth, ein ehemaliges Bunkergelände, auf dem ein Solarpark errichtet wurde.
Der Forst ist ein südlich von Buckenhof gelegener Teil des Sebalder Reichswaldes, der wiederum ein Teil des Nürnberger Reichswaldes ist.
Lange Zeit war ein Neubau der Staatsstraße 2240 als Südumgehung von Weiher, Uttenreuth und Buckenhof durch den Buckenhofer Forst geplant, jedoch wurde im Frühjahr 2011 bekannt, dass die geplante Trassenführung bei Uttenreuth durch ein Gebiet verlief, in dem mehrere geschützte Arten brüten (z. B. die Heidelerche). Die Planungen wurden im Juni 2012 dann endgültig eingestellt, nachdem alternative Lösungen noch weniger Begeisterung fanden.
Im Buckenhofer Forst befinden sich ein Wildschweingehege und mehrere Brunnen zur Trinkwassergewinnung.

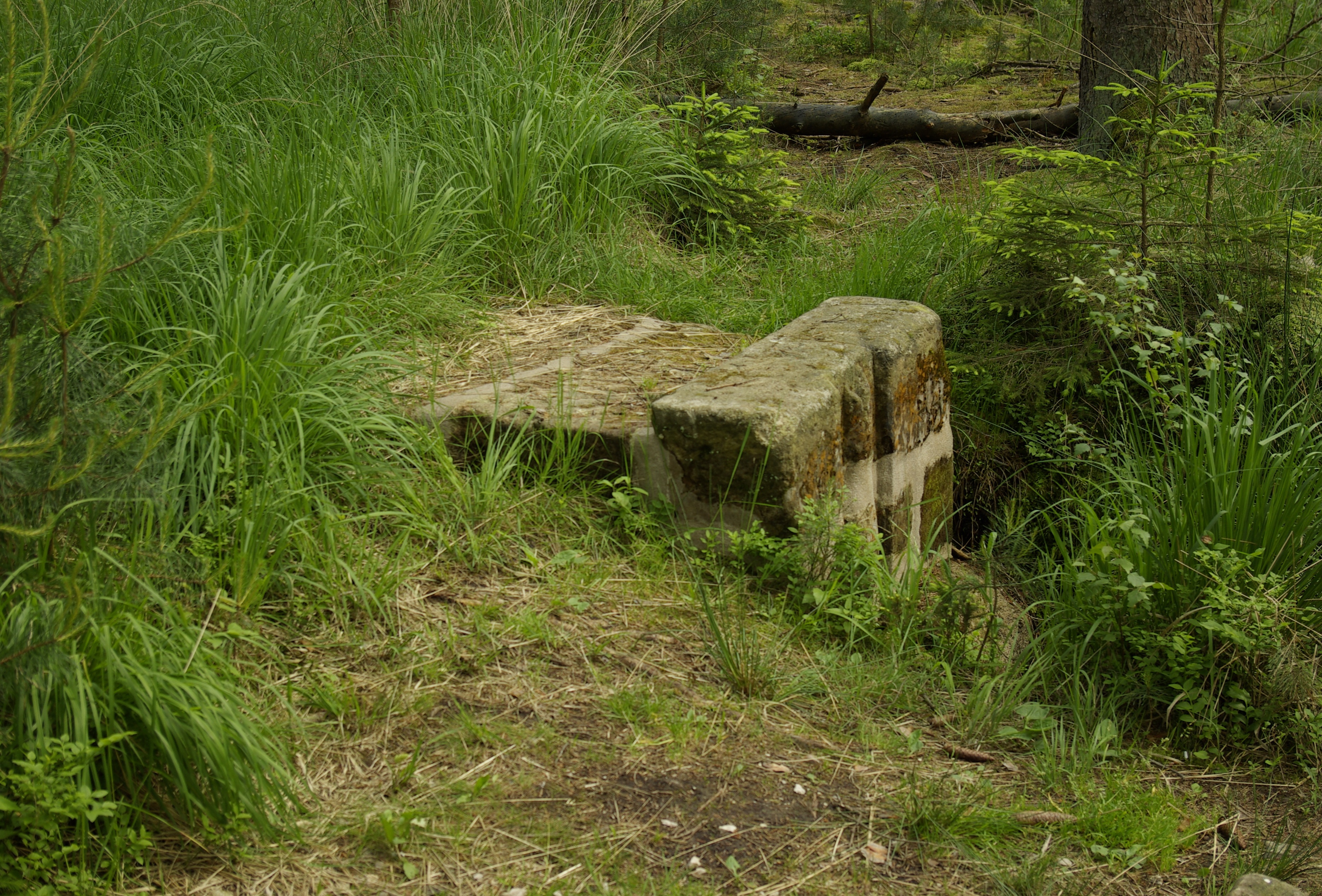
Hasenbrünnlein
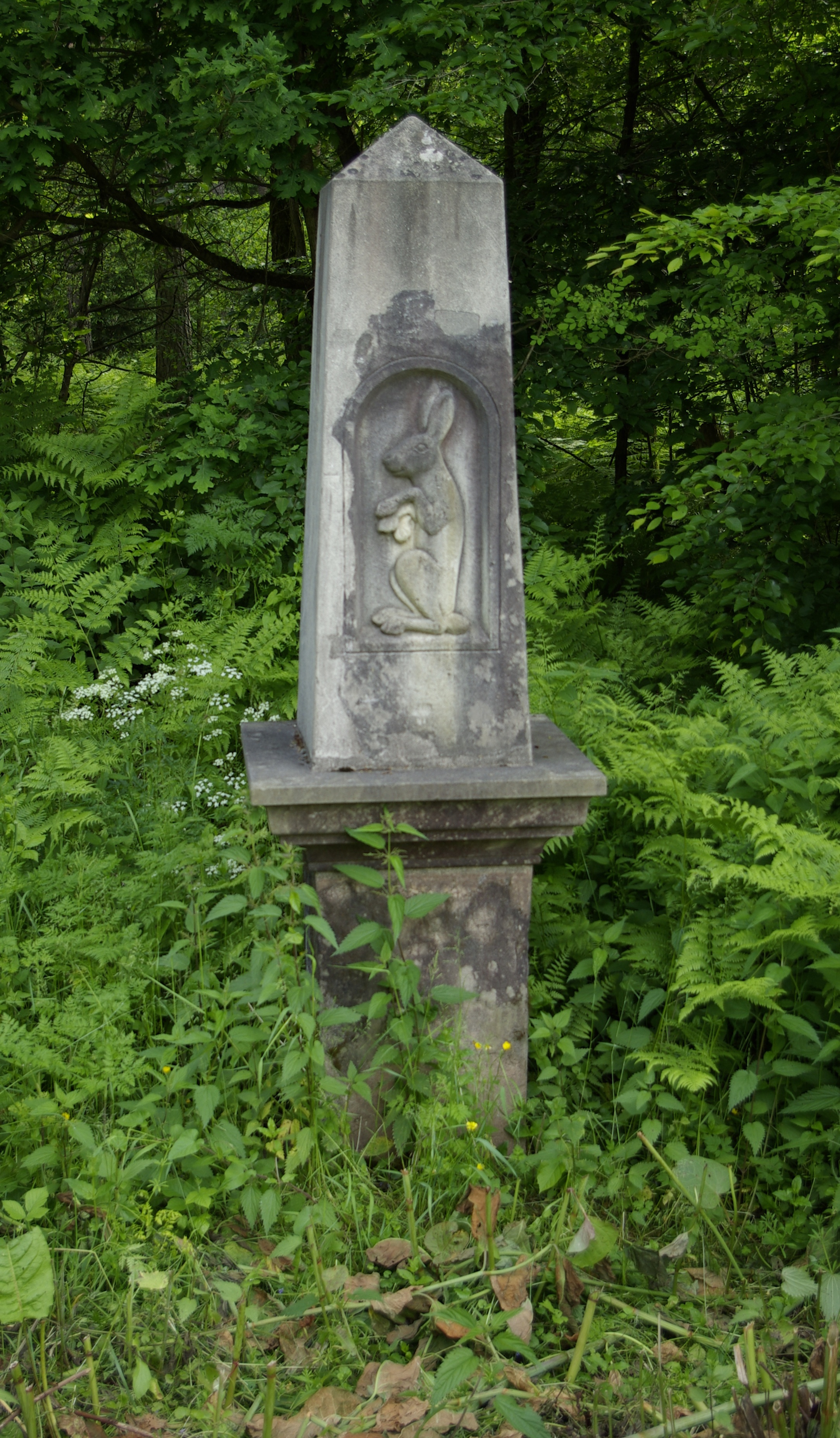
Hasenstein
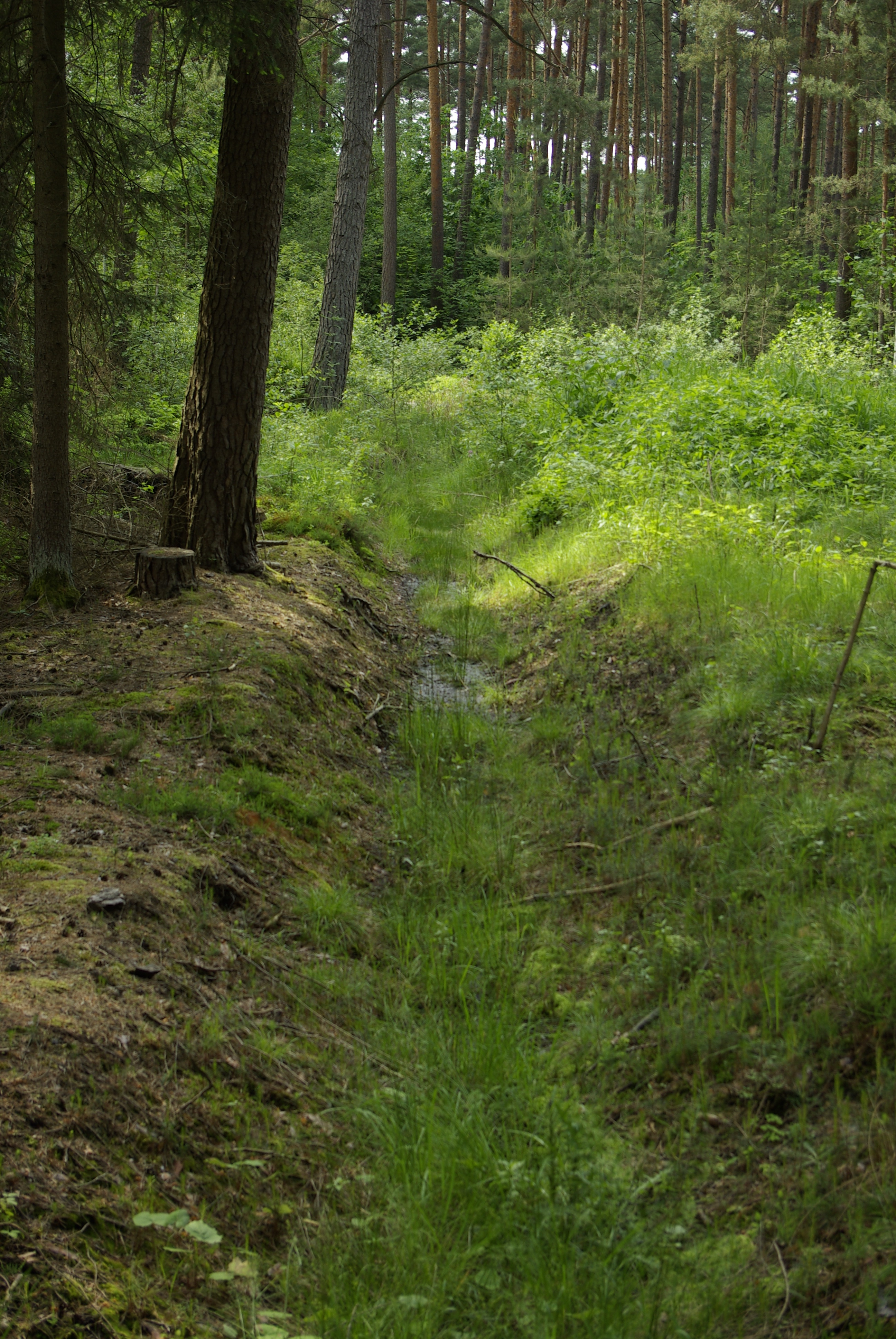
Hasengraben